# Usnea xanthopoga
Usnea xanthopoga är en lavart som beskrevs av Nyl. Usnea xanthopoga ingår i släktet Usnea och familjen Parmeliaceae.   Inga underarter finns listade i Catalogue of Life.